# Saison 1988-1989 du Paris Saint-Germain
Maillots
Chronologie
Saison précédente Saison suivante
La saison 1988-1989 du Paris Saint-Germain est la 19e saison de son histoire et la 16e en première division.

## Compétitions

### Championnat
La saison 1988-1989 de Division 1 est la cinquante-et-unième édition du Championnat de France de football. La division oppose vingt clubs en une série de trente-huit rencontres. Les meilleurs de ce championnat se qualifient pour les coupes d'Europe que sont la Coupe des clubs champions européens (le vainqueur), la Coupe UEFA (les trois suivants) et la Coupe des vainqueurs de coupe (le vainqueur de la Coupe de France). Le Paris Saint-Germain participe à cette compétition pour la seizième fois de son histoire et la quinzième fois de suite depuis la saison 1974-1975.

#### Classement final
Le Paris Saint-Germain termine deuxième avec 19 victoires, 13 matchs nuls et 6 défaites. Une victoire rapportant trois points et un match nul un point, le PSG totalise donc 70 points et finit à trois points de l'Olympique de Marseille. Avec seulement 26 buts encaissés, le PSG a la meilleure défense.

### Coupe de France
La Coupe de France 1988-1989 est la 72e édition de la Coupe de France, une compétition à élimination directe mettant aux prises tous les clubs de football amateurs et professionnels à travers la France métropolitaine et les DOM-TOM. Elle est organisée par la FFF et ses ligues régionales.
C'est l'Olympique de Marseille qui remportera cette édition de la Coupe de France en battant sur le score de quatre buts à trois l'AS Monaco.